# Judging Amy
Judging Amy is een Amerikaanse dramaserie, die tussen 19 september 1999 en 3 mei 2005 werd uitgezonden door CBS. De serie werd onder andere ook in België en Nederland uitgezonden op respectievelijk VijfTV en Net5. De hoofdrollen werden gespeeld door Amy Brenneman en Tyne Daly. Brenneman, die eerder bekend werd via de serie NYPD Blue, was een van de producenten van de serie, en het verhaal was gebaseerd op het leven van haar moeder. Brenneman werd voor deze serie driemaal genomineerd voor de Emmy Award en tevens driemaal voor de Golden Globe.
Na zes seizoenen werd de serie vrij onverwacht stopgezet, ondanks de goede kijkcijfers. Men verwachtte echter van andere pilots meer succes.

## Verhaal
De serie is gesitueerd rondom juriste Amy Gray, die na haar scheiding met haar dochter van New York  teruggaat naar haar geboorteplaats Hartford in Connecticut, om daar kinderrechter te worden. Gray gaat weer bij haar moeder Maxine wonen, die sociaal werkster is. Ze krijgt een assistent toegewezen in de persoon van Bruce van Exel, waar ze ook enige tijd een relatie mee heeft.
Andere hoofdpersonen in de serie zijn Amy's broers Vincent en Peter en de enigszins in haar sociale vaardigheden gestoorde Donna Kozlowski. Vincent en Donna wonen in het begin van de serie samen, Peter is getrouwd met Gillian.

## Rolverdeling
- Amy Brenneman - Amy Gray
- Tyne Daly - Maxine Gray
- Richard T. Jones - Bruce Van Exel
- Karle Warren - Lauren Cassidy
- Timothy Omundson - Sean Potter
- Jillian Armenante - Donna Kozlowski
- Kevin Rahm - Kyle McCarty
- Dan Futterman - Vincent Gray
- Marcus Giamatti - Peter Gray
- Jessica Tuck - Gillian Gray
- Allisyn Ashley Arm - Molly Maddox (gastrol)